# Zoë Wicomb
Zoë Wicomb (* 23. November 1948 in Vanrhynsdorp, Namaqualand, Republik Südafrika) ist eine südafrikanisch-schottische Schriftstellerin. Sie lebt in Großbritannien.

## Leben
Wicomb studierte Kunst in Südafrika (am damaligen College for Cape Coloured) und an der University of Reading, England. 1990 kehrte sie für einige Jahre in ihr Geburtsland zurück und unterrichtete drei Jahre lang an der Universität des Westkaps. Bekanntheit erlangte sie durch ihre erste Veröffentlichung You Can’t Get Lost in Cape Town (1987), eine Sammlung von Kurzgeschichten, die in der Apartheid-Ära spielen. Ihr Roman David’s Story (2000) beschäftigt sich mit der problematischen Klassifikation von Coloureds. Heute lebt sie in Glasgow, wo sie bis 2009 kreatives Schreiben und Postkoloniale Literatur an der Universität von Strathclyde unterrichtete.
Ihr literarisches Werk ist mehrfach ausgezeichnet worden. Außerdem hat sie zahlreiche Literatur- und Kulturkritische Aufsätze verfasst.

## Werke (Auswahl)
- You Can’t Get Lost in Cape Town. Virago, London 1987, ISBN 0-86068-819-4
  - deutsch: Zoë Wicomb: In Kapstadt kannst du nicht verlorengehen. Erzählungen, übersetzt von Karen Nölle-Fischer, Lamuv, Göttingen 1997, ISBN 3-88977-470-9
- David’s Story. Kwela, 2000.
  - deutsch: Davids Story, Roman aus Südafrika, übersetzt von Hilde Schruff, Lamuv, Göttingen 2002, ISBN 3-88977-614-0
- Playing in the Light. Umuzi, 2006.
- The one that got away. short stories. Random House-Umuzi, Roggebaai 2008. (Sammlung von Erzählungen)
  - die darin enthaltene Erzählung In the Botanic Gardens ist in deutscher Übersetzung erschienen als: Im botanischen Garten, übersetzt von Susanne Koehler. In: Mohnblumen auf schwarzem Filz. Autorinnen aus vier Kontinenten, Unionsverlag, Zürich 1998, ISBN 3-293-20108-3.
- Still Life, Penguin Random House, South Africa, 2020. ISBN 978-1-4152-1053-6.

## Auszeichnungen
- 2001 M-Net Prize für David's Story
- 2009 Commonwealth Prize für „The One That Got Away“ (Shortlist)
- 2010 Honoris causa, The Open University
- 2012 Neustadt International Prize of Literature (Nominierung)
- 2013 Windham–Campbell Literature Prize
- 2015 Barry Ronge Fiction Prize für October (Shortlist)
- 2016 Ehrendoktorwürde der University of Cape Town